# العلاقات الباكستانية الفنلندية
العلاقات الباكستانية الفنلندية هي العلاقات الثنائية التي تجمع بين باكستان وفنلندا.

## مقارنة بين البلدين
هذه مقارنة عامة ومرجعية للدولتين:
| وجه المقارنة                                              | باكستان                     | فنلندا                                                                               |
| --------------------------------------------------------- | --------------------------- | ------------------------------------------------------------------------------------ |
| المساحة (كم2)                                             | 881.91 ألف                  | 338.42 ألف                                                                           |
| عدد السكان (نسمة)                                         | 197.02 مليون                | 5.52 مليون                                                                           |
| الكثافة السكانية (ن./كم²)                                 | 223.4                       | 16.31                                                                                |
| العاصمة                                                   | إسلام آباد                  | هلسنكي                                                                               |
| اللغة الرسمية                                             | لغة إنجليزية، اللغة الأردية | اللغة الفنلندية، اللغة السويدية                                                      |
| العملة                                                    | روبية باكستانية             | يورو، ماركا فنلندية                                                                  |
| الناتج المحلي الإجمالي (بليون دولار)                      | 304.95 مليار                | 251.88 مليار                                                                         |
| الناتج المحلي الإجمالي (تعادل القوة الشرائية) بليون دولار | 946.67 مليار                | 231.84 مليار                                                                         |
| الناتج المحلي الإجمالي الاسمي للفرد دولار أمريكي          | 1.43 ألف                    | 42.31 ألف                                                                            |
| الناتج المحلي الإجمالي للفرد دولار أمريكي                 | 4.81 ألف                    | 40.68 ألف                                                                            |
| مؤشر التنمية البشرية                                      | 0.538                       | 0.883                                                                                |
| رمز المكالمات الدولي                                      | +92                         | +358                                                                                 |
| رمز الإنترنت                                              | .pk                         | .fi                                                                                  |
| المنطقة الزمنية                                           | ت ع م+05:00                 | ت ع م+02:00، ت ع م+03:00، أوروبا/هلسنكي ‏، توقيت شرق أوروبا، توقيت شرق أوروبا الصيفي ‏ |

## منظمات دولية مشتركة
يشترك البلدان في عضوية مجموعة من المنظمات الدولية، منها:
| علم المنظمة | اسم المنظمة                               | تاريخ انضمام باكستان | تاريخ انضمام فنلندا |
| ----------- | ----------------------------------------- | -------------------- | ------------------- |
|             | بنك التنمية الآسيوي                       | 1966                 | 1966                |
|             | يونسكو                                    | 14 سبتمبر 1949       | 10 أكتوبر 1956      |
|             | وكالة ضمان الاستثمار متعدد الأطراف        | 12 أبريل 1988        | 28 ديسمبر 1988      |
|             | الأمم المتحدة                             | 30 سبتمبر 1947       | 14 ديسمبر 1955      |
|             | الفريق المعني برصد الأرض                  | ?                    | ?                   |
|             | الاتحاد البريدي العالمي                   | ?                    | ?                   |
|             | البنك الدولي للإنشاء والتعمير             | 11 يوليو 1950        | 14 يناير 1948       |
|             | المنظمة الهيدروغرافية الدولية             | ?                    | ?                   |
|             | الاتحاد الدولي للاتصالات                  | 26 أغسطس 1947        | 1 سبتمبر 1920       |
|             | منظمة حظر الأسلحة الكيميائية              | ?                    | ?                   |
|             | مؤسسة التمويل الدولية                     | 20 يوليو 1956        | 20 يوليو 1956       |
|             | المركز الدولي لتسوية المنازعات الاستشارية | 15 أكتوبر 1966       | 8 فبراير 1969       |
|             | منظمة التجارة العالمية                    | ?                    | 1995                |
|             | منظمة الشرطة الجنائية الدولية             | ?                    | ?                   |

## وصلات خارجية
- موقع وزارة الخارجية الباكستانية
- موقع وزارة الخارجية الفنلندية